# Роберт Міллер Гейзен
Роберт Міллер Гейзен (англ. Robert Miller Hazen) — американський мінералог і астробіолог.
Науковий співробітник геофізичної лабораторії Інституту Карнегі і професор геофізики університету Джорджа Мейсона (США); виконавчий директор Обсерваторії глибинного вуглецю.

## Освіта
1971 року отримав ступінь магістра в галузі наук про Землю в МТІ. 1975 — ступінь доктора філософії по мінералогії і кристалографії в Гарварді. Після навчання в постдокторантурі в Кембриджі вступив в сектор НДР інституту Карнегі.

## Наукові досягнення
Є автором понад 350 статей і 20 книг, присвячених науці, історії та музиці. Член Американської асоціації сприяння розвитку науки. Читає лекції в різних університетах і є почесним лектором товариства Сигма Ксі. Був президентом Мінералогічного товариства Америки. Наукові інтереси лежать в області ролі мінералів в зародженні життя. Є автором теорії «еволюції мінералів» — нового напряму в мінералогії, присвяченого ролі мінералів в біосфері. Є радником Microbes Mind Forum.
Спільно з колегами заснував проєкт «Carbon Mineral Challenge», присвячений пошуку невідомих мінералів, що містять вуглець.

## Визнання
На честь Гейзена названий мінерал гейзеніт.

## Нагороди та відзнаки
- Премія Мінералогічного товариства Америки (1982)
- Премія імені В. Н. Іпатьєва (1986)
- Премія імені Дімза Тейлора американського товариства композиторів, авторів і видавців (1989)
- Премія асоціації просвітницької літератури (The Educational Press Association) (1992)
- Премія імені Е. А. Вуд[en] в області науково-популярної літератури (1998)
- Медаль Мінералогічного товариства Америки (2009).

## Книги
- Hazen, Robert M. (1979). North American geology : Early writings. Benchmark papers in geology. Т. 51. Stroudsburg, PA: Dowden, Hutchinson & Ross. ISBN 978-0879333454.
- Hazen, Robert M.; Finger, Larry W. (1982). Comparative crystal chemistry : temperature, pressure, composition, and the variation of crystal structure. Chichester: Wiley. ISBN 978-0471102687.
- Hazen, Margaret Hindle; Hazen, Robert M. (1985). Wealth inexhaustible : a history of America's mineral industries to 1850. New York: Van Nostrand Reinhold. ISBN 978-0442235109.
- Hazen, Robert M. (1988). The breakthrough : the race for the superconductor. New York: Summit Books. ISBN 978-0671658298.
- Hazen, Margaret Hindle; Hazen, Robert M. (1987). The music men : an illustrated history of brass bands in America, 1800–1920. Washington, D.C.: Smithsonian Institution Press. ISBN 978-0874745467.
- Hazen, Robert M.; Trefil, James (1991). Science matters : achieving scientific literacy. New York: Doubleday. ISBN 978-0385247962.
- Hazen, Margaret Hindle; Hazen, Robert M. (1992). Keepers of the flame : the role of fire in American culture, 1775–1925. Princeton, NJ: Princeton University Press. ISBN 978-0691048093.
- Hazen, Robert M. (1993). The new alchemists : breaking through the barriers of high pressure. New York: Times Books. ISBN 978-0812922752.
- Hazen, Robert M.; James, Trefil (1996). The physical sciences : an integrated approach. New York: Wiley. ISBN 978-0471154402.
- Hazen, Robert M. (1997). Why aren't black holes black? : the unanswered questions at the frontiers of science. New York: Anchor Books. ISBN 978-0385480147.
- Hazen, Robert M. (1999). The diamond makers (вид. Revised). New York: Cambridge University Press. ISBN 978-0521654746.
- James, Trefil; Hazen, Robert M. (2004). Physics matter : an introduction to conceptual physics. J. Wiley. ISBN 978-0471150589.
- Hazen, Robert M. (2007). Genesis : the scientific quest for life's origins. Washington, D.C.: Joseph Henry. ISBN 978-0309133463.
- Hazen, Robert M. (2013). The story of Earth : the first 4.5 billion years, from stardust to living planet. New York: Penguin Books. ISBN 978-0143123644.
- Hazen, Robert M. (2019). Symphony in C : carbon and the evolution of (almost) everything. New York: W. W. Norton & Company. ISBN 978-0393609431.

### В перекладі українською
- Роберт М. Гейзен. Історія Землі: Від зіркового пилу до живої планети = Robert Hazen. The Story of Earth. The First 4.5 Billion Years, from Stardust to Living Planet. — Харків : Книжковий Клуб "Клуб Сімейного Дозвілля", 2019. — 286 с. — 3000 прим. — ISBN 978-617-12-6309-3.
- Роберт М. Гейзен. Симфонія вуглецю. Вуглець та еволюція майже всього на світі = SYMPHONY IN C: Carbon and the Evolution of (Almost) Everything. — Харків : Фабула, 2023. — 288 с. — (#PROScience) — ISBN 978-617-522-074-0.